# José Dúo
José Dúo (6 de mayo de 1972) es un deportista español que compitió en tiro con arco, en la modalidad de arco compuesto.
Ganó una medalla de plata en el Campeonato Mundial de Tiro con Arco en Sala de 2007 y una medalla de bronce en el Campeonato Europeo de Tiro con Arco al Aire Libre de 2006, ambas en la prueba individual.

## Palmarés internacional
| Campeonato Mundial en Sala       | Campeonato Mundial en Sala | Campeonato Mundial en Sala | Campeonato Mundial en Sala |
| Año                              | Lugar                      | Medalla                    | Prueba                     |
| -------------------------------- | -------------------------- | -------------------------- | -------------------------- |
| 2007                             | Esmirna (Turquía)          | Medalla de plata           | Individual                 |
| Campeonato Europeo al Aire Libre |                            |                            |                            |
| Año                              | Lugar                      | Medalla                    | Prueba                     |
| 2006                             | Atenas (Grecia)            | Medalla de bronce          | Individual                 |